# Stücki Park
Der Stücki Park ist ein in Basel-Kleinhüningen in der Schweiz auf dem Gebiet der ehemaligen Stückfärberei Basel gelegener Gewerbestandort. Auf rund 69'000 m² Grundstücksfläche befinden sich aktuell drei Büro- und Laborgebäude, ein Gebäudekomplex mit Flächen für Detailhandel, Gastronomie, Dienstleistungs- und Unterhaltungsangebote sowie ein Hotel. Die Büro- und Laborflächen sind überwiegend an Unternehmen vermietet, die Forschung und Entwicklung im Bereich Biowissenschaften betreiben.
Eigentümer des Stücki Parks ist die Swiss Prime Site AG in Olten. Für den Betrieb ist die Wincasa AG verantwortlich.

## Geschichte

### Stückfärberei Basel (1918 bis 1984)
1918 nahm die Basler Stückfärberei AG, eine aus dem Zusammenschluss der Färberei Schetty aus Weil am Rhein und der Basler Färberei- und Appreturgesellschaft A. Clavel & Fritz Lindenmeyer des Ciba-Gründers Alexander Clavel entstandene Gesellschaft, ihren Betrieb auf. Nach dem Zweiten Weltkrieg übernahm das Unternehmen auch die bislang noch selbständigen Garnfärbereien von Schetty und Clavel & Lindemeyer sowie die Clavel'sche Textildruckerei. In den 1960er Jahren war der im Volksmund als «Stücki» bezeichnete Industriekomplex mit bis zu 700 Beschäftigten der zweitgrösste schweizerische Textilveredler. Bedingt durch den industriellen Strukturwandel ging der Umsatz in den 1970er Jahren zurück, und es kam zu ersten Entlassungen. 1984 gaben die Eigentümer das Geschäft auf und verkauften das Unternehmensgelände an ein Konsortium.

### Kulturelle Zwischennutzung (1988 bis 1995)
Von 1988 bis 1995 vermietete das Eigentümerkonsortium Flächen für die kulturelle Zwischennutzung. In der Folge siedelten sich auf der Industriebrache Kleingewerbe, Ateliers, Proberäume, Bars und Tanzclubs an. Zu den Künstlern, die auf dem Areal tätig waren, gehörten Klaus Littmann, Pipilotti Rist und der Maschinenkünstler Jim Whiting. Der Basler Kulturunternehmer Littmann organisierte hier zum Beispiel die Kunstprojekte «Stücki I» (als Pendant zur Art Basel 1989, unter anderem mit Richard Long, Mario Merz und Dieter Roth) und «Stücki II» (1990, von japanischen Künstlern realisiert) sowie die unter Mitwirkung von Jim Whiting entstandene begehbare interaktive Installation «Bimbotown», die 1993 ein Jahr lang als Club und Veranstaltungsort genutzt wurde. Weiterhin existierte auf dem Areal der in der Technoszene über die Stadtgrenzen hinaus bekannte Grossraumclub «Planet E» (1992 bis 1995).

### Stücki Shopping (2009 bis 2017)

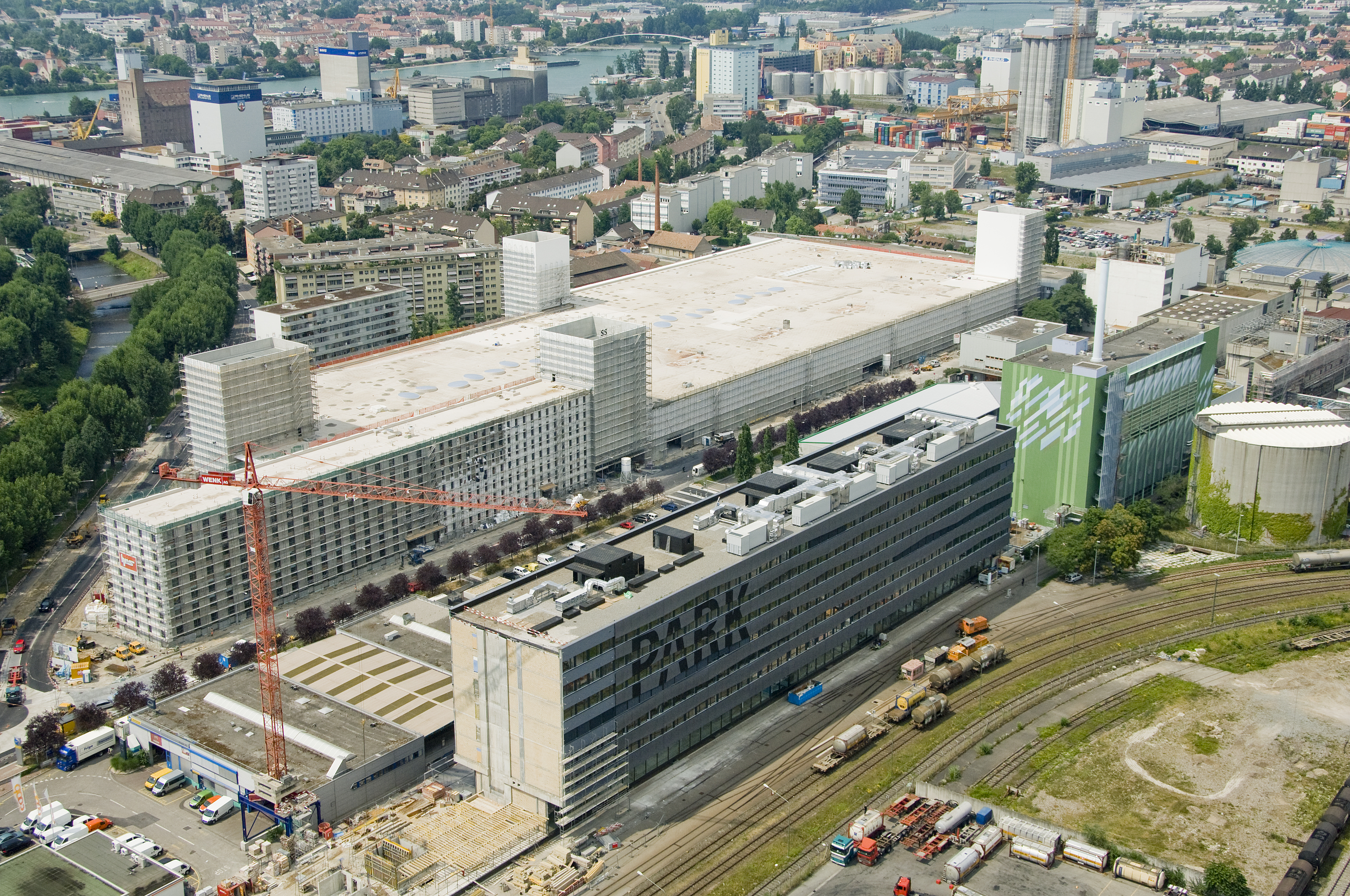
Luftaufnahme Stücki Shopping

In den Jahren 2000 und 2001 wurden das Gelände der ehemaligen Stückfärberei sowie ein benachbartes Grundstück, das der Novartis AG gehörte, von der Basler Immobilienentwicklungsgesellschaft Tivona AG erworben, die dort den Bau eines Einkaufszentrums mit Hotel und Bürogebäude projektierte. Die Umzonung des Geländes von einer Industriezone in eine gemischte Wohn- und Gewerbezone wurde durch eine 2006 abgehaltene Volksabstimmung ermöglicht, die auch den Bebauungsplan bestätigte.
Die Bauarbeiten begannen im Herbst 2007. 2009 wurde die Tivona AG vom Immobilienkonzern Jelmoli Holding AG übernommen, der bereits seit 2001 eine Minderheitsbeteiligung gehalten hatte. Noch im gleichen Jahr ging die Jelmoli Holding durch Übernahme der Aktienmehrheit in der Swiss Prime Site AG auf.
2009 wurde das Einkaufszentrum, mit rund 32'000 m² Verkaufsfläche seinerzeit das grösste Shoppingcenter der Nordwestschweiz, eröffnet. Zum Areal gehörten ein Hotel mit 144 Zimmern sowie ein Gebäuderiegel mit Büros und Laboren. Hier bezog 2009 das Medizintechnikunternehmen Medartis seine Geschäfts- und Produktionsräume; ab 2011 mietete der Technologiepark Basel Flächen in dem Gebäude an.
Bis 2015 verwaltete die deutsche Firma ECE Projektmanagement die Immobilien; 2015 wurde diese Aufgabe von der Wincasa AG, eine Tochter der Swiss Prime Site AG, übernommen.

### Stücki Park (ab 2017)
Ab 2017 wurde der Standort zum Gewerbe- und Dienstleistungspark umgestaltet und in Stücki Park umbenannt. In diesem Zusammenhang wurden der Bau von vier zusätzlichen Büro- und Laborgebäuden sowie der Umbau des Einkaufszentrums zu einem Nahversorgungs-, Dienstleistungs- und Unterhaltungszentrum für die im Stücki Park Beschäftigten und die Anwohner der umgebenden Quartiere beschlossen.
Vorgesehen wurden eine Verdopplung der Bürofläche durch Neubauten, die Reduzierung der Verkaufsfläche auf 10'000 m², die parallele Vergrösserung der Flächen für Gastronomie und Dienstleistungen sowie die Errichtung eines Multiplex-Kinos.
Von 2018 bis 2020 wurden auf der Fläche zwischen dem Einkaufszentrum und dem bestehenden Bürogebäude zwei der vier geplanten neuen Büro- und Laborgebäude errichtet.
Der Umbau des Einkaufszentrums begann 2018. Im Oktober desselben Jahres wurde das «Stücki Village» eröffnet, ein Teil der ehemaligen Mall, in dem sich neben Detailhandel und Gastronomie nun auch Büros und Räumlichkeiten für Arztpraxen befinden. Das neue Multiplex-Kino wurde im Oktober 2020 fertiggestellt, die Eröffnung musste jedoch wegen der Covid-19-Pandemie verschoben werden.

## Standort
Das Areal des Stücki Parks befindet sich im nördlichen Teil des Kantons Basel-Stadt im Quartier Kleinhüningen. Dieses grenzt unmittelbar an die benachbarten Länder Frankreich und Deutschland.
Auf einer Grundstücksfläche von knapp 69'000 m² befinden sich aktuell (2020) ein Gebäudekomplex mit rund 40'000 m² Fläche für Detailhandel, Gastronomie, medizinische Dienstleistungen, ein Hotel und Unterhaltungsangebote – unter anderem ein Bowlingcenter und ein Multiplex-Kino mit 14 Sälen, das auch als Konferenzzentrum genutzt werden kann, sowie drei Büro- und Laborgebäude mit insgesamt rund 56'000 m² Mietfläche. Nach Angaben der Betreiber bestehen aktuell (2020) 2300 Arbeitsplätze am Standort.
Geplant ist der Bau von zwei zusätzlichen Büro- und Laborgebäuden mit insgesamt 13'500 m² Fläche. Dadurch sollen bis 2023 die verfügbare Büro- und Laborfläche auf rund 70'000 m² und die insgesamt verfügbare Mietfläche auf über 111'000 m² wachsen.

### Architektur
Das Gebäude des ehemaligen Einkaufszentrums – ein Entwurf des Basler Architekturbüros Diener & Diener – verfügt über ein begrüntes Flachdach und eine begrünte Südfassade. Die zum Gebäudekomplex gehörenden vier fensterlosen Türme sind an jeweils zwei Seiten mit 15 m hohen Medienfassaden ausgestattet.
Das Büro- und Laborgebäude im Norden des Areals, ein 230 m langer achtgeschossiger Gebäuderiegel mit einer gewellten Membranfassade, wurde von Blaser Architekten Basel projektiert. Das Architekturbüro lieferte auch den Entwurf für die ab 2018 errichteten neuen Büro- und Laborgebäude.
Der Bereich der Büro- und Laborgebäude wird durch eine die Badenstrasse überbrückende Passerelle mit dem Einkaufs- und Dienstleistungsgebäude verbunden.